# UFC 43
UFC 43: Meltdown è stato un evento di arti marziali miste tenuto dalla Ultimate Fighting Championship il 6 giugno 2003 al Thomas & Mack Center di Las Vegas, Stati Uniti.

## Retroscena
Ian Freeman avrebbe dovuto affrontare Ken Shamrock, ma quest'ultimo diede forfait a causa di un infortunio e venne sostituito con Vernon White.
Con la vittoria del titolo dei pesi mediomassimi ad interim Randy Couture divenne il primo lottatore in UFC a vincere due titoli di due differenti categorie di peso, in quanto in passato era già stato per due volte campione dei pesi massimi.
Matt Lindland venne sconfitto da Falaniko Vitale mettendosi KO da solo: nel tentativo di effettuare un takedown dalla schiena dell'avversario, Lindland atterrò sulla propria testa realizzando un auto-piledriver.

## Risultati

### Card preliminare
- Incontro categoria Pesi Massimi:  Pedro Rizzo contro  Tra Telligman

Rizzo sconfisse Telligman per KO Tecnico (stop medico) a 4:25 del secondo round.
- Incontro categoria Pesi Medi:  Matt Lindland contro  Falaniko Vitale

Vitale sconfisse Lindland per KO Tecnico (piledriver) a 1:56 del primo round.

### Card principale
- Incontro categoria Pesi Leggeri:  Yves Edwards contro  Eddie Ruiz

Edwards sconfisse Ruiz per decisione unanime (30–27, 30–27, 30–27).
- Incontro categoria Pesi Massimi:  Frank Mir contro  Wes Sims

Mir sconfisse Sims per squalifica dell'avversario (pestone alla testa dell'avversario a terra) a 2:56 del primo round.
- Incontro categoria Pesi Massimi:  Ian Freeman contro  Vernon White

Freeman sconfisse White per decisione unanime (30–27, 28–29, 29–29).
- Incontro categoria Pesi Mediomassimi:  Vítor Belfort contro  Marvin Eastman

Belfort sconfisse Eastman per KO Tecnico (ginocchiate e pugni) a 1:07 del primo round.
- Incontro categoria Pesi Massimi:  Kimo Leopoldo contro  Tank Abbott

Leopoldo sconfisse Abbott per sottomissione (strangolamento triangolare) a 1:59 del primo round.
- Incontro per il titolo dei Pesi Mediomassimi ad Interim:  Chuck Liddell contro  Randy Couture

Couture sconfisse Liddell per KO Tecnico (pugni) a 2:39 del terzo round e divenne campione dei pesi mediomassimi ad interim.